# 迪奥戈·维洛佐
迪奥戈·维洛佐（葡萄牙語：Diogo Veloso，1558年—1599年）又名迭戈·贝略索（西班牙語：Diego Belloso），葡萄牙探险家。
维洛佐出生在葡萄牙的阿马兰蒂，他的探险家生涯开始于葡属马六甲。16世纪末，他来到柬埔寨，在那里与柬埔寨国王萨达一世、西班牙探险家布拉斯·鲁伊斯成为了朋友。两名探险家都受到萨达一世的重用，成为“总督”，拥有自己的卫队，娶公主为妻。
1593年，因暹罗入侵柬埔寨，萨达一世派鲁伊斯、维洛佐等人率领使团马尼拉，要求菲律宾都督府派兵协助。翌年洛韦陷落，萨达一世逃往澜沧王国。二人一起前往澜沧迎回萨达一世。他们于1596年抵达万象，因此成为最早踏上老挝土地的欧洲人。在万象，他们得知萨达一世已经去世，对此他们感到悲伤和愤怒。他们回到洛韦并发动叛乱。1598年，他们在与穆斯林雇佣兵的战斗中于金边被杀。